# Liste der Biografien/Hauk
Liste der Biografien |
Portal Biografien |
Personensuche
# |
A |
B |
C |
D |
E |
F |
G |
H |
I |
J |
K |
L |
M |
N |
O |
P |
Q |
R |
S |
T |
U |
V |
W |
X |
Y |
Z |
?
 
Ha |
Hd |
He |
Hi |
Hj |
Hk |
Hl |
Hm |
Hn |
Ho |
Hr |
Hs |
Ht |
Hu |
Hv |
Hw |
Hy
 
Haa |
Hab |
Hac |
Had |
Hae–Haf |
Hag |
Hah |
Hai |
Haj |
Hak |
Hal |
Ham |
Han |
Hao |
Hap |
Haq |
Har |
Has |
Hat |
Hau |
Hav |
Haw |
Hax |
Hay |
Haz
 
Haua |
Haub |
Hauc |
Haud |
Haue |
Hauf |
Haug |
Hauk |
Haul |
Haum |
Haun |
Hauo |
Haup |
Haur |
Haus |
Haut |
Hauv |
Hauw |
Haux |
Hauy |
Hauz
Die Liste der Biografien führt alle Personen auf, die in der deutschsprachigen Wikipedia einen Artikel haben. Dieses ist eine Teilliste mit 52 Einträgen von Personen, deren Namen mit den Buchstaben „Hauk“ beginnt.

## Hauk
- Hauk, Angelo (* 1984), deutscher Fußballspieler
- Hauk, Anton (1886–1971), deutscher Politiker (NSDAP), MdR
- Hauk, Franz (1925–2020), deutscher Ingenieur und Motorenentwickler
- Hauk, Franz (* 1955), deutscher Organist
- Hauk, Günter (1932–1979), deutscher Komponist
- Hauk, Karl (1898–1974), österreichischer Maler
- Hauk, Marco (* 1984), deutscher Handballspieler
- Hauk, Minnie (1851–1929), US-amerikanische Opernsängerin (Mezzosopran)
- Hauk, Peter (* 1960), deutscher Politiker (CDU), MdLPeter Hauk (* 1960)

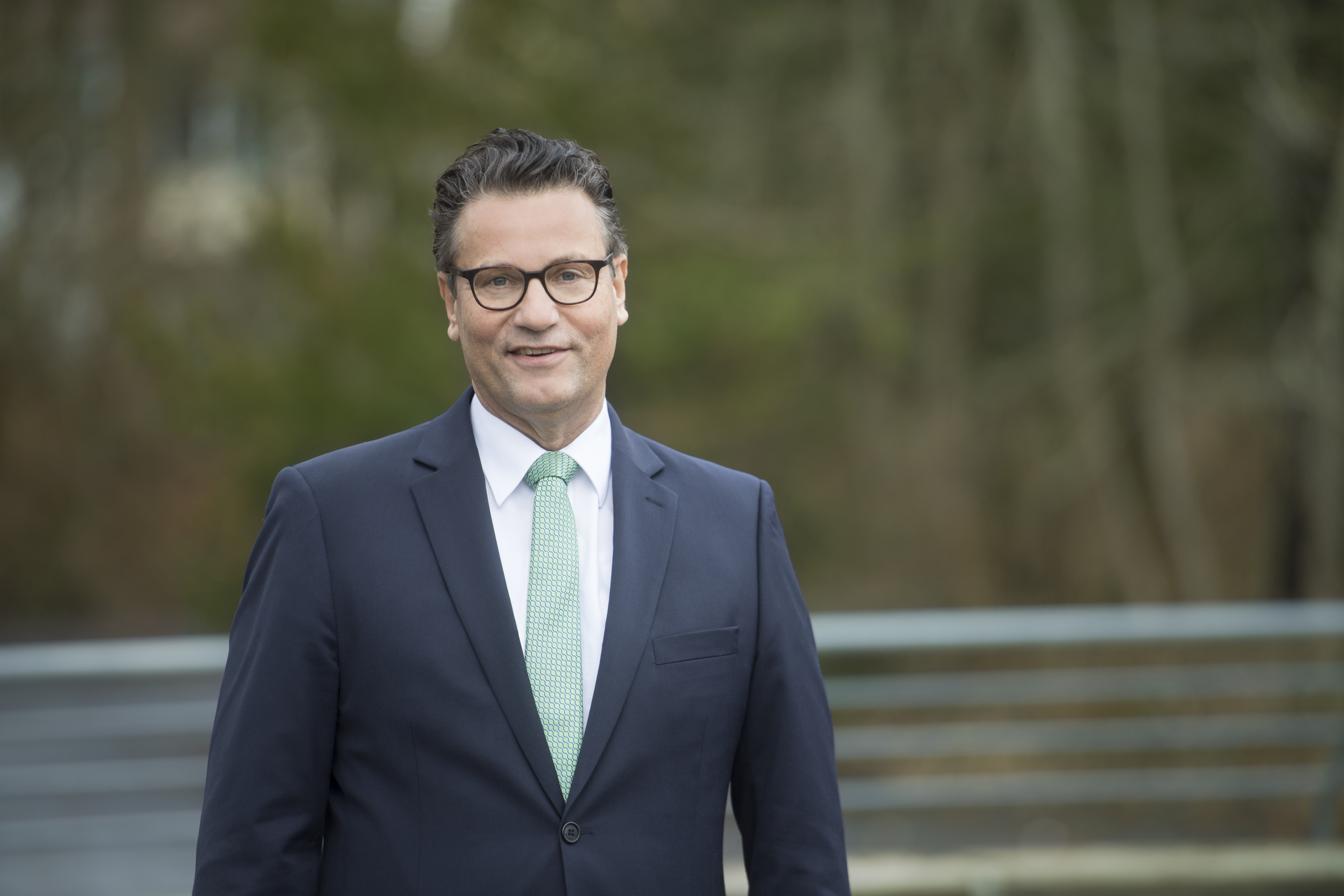
Peter Hauk (* 1960)

- Hauk, Roman (* 1999), deutscher Fußballspieler
- Hauk, Thorsten (* 1979), deutscher Koch

### Hauka
- Haukambe, Sedekia (* 1985), namibischer Fußballspieler

### Hauke
- Hauke, Arno (* 1921), deutscher Betriebswirt und Film-Firmenmanager
- Hauke, Dieter (1930–2009), deutscher Politiker (CDU), Abgeordneter der Hamburgischen Bürgerschaft (1974–1986)
- Hauke, Franz (1852–1915), österreichischer Staatsrechtler, Rektor der Universitäten Czernowitz und Graz
- Hauke, Franzisca (* 1989), deutsche Hockeyspielerin
- Hauke, Frieda (1890–1972), deutsche Politikerin (SPD), MdR
- Hauke, Hans Moritz (1775–1830), polnischer Offizier deutscher Herkunft
- Hauke, Hermann (1930–2017), deutscher römisch-katholischer Theologe und Bibliothekar
- Hauke, Hugo (1885–1967), deutscher Mediziner und SA-Führer
- Hauke, Josef (1920–2009), deutscher Bildhauer
- Hauke, Julia (1825–1895), Ehefrau von Prinz Alexander von Hessen-Darmstadt, Mutter von Alexander von BulgarienJulia Hauke (1825–1895)

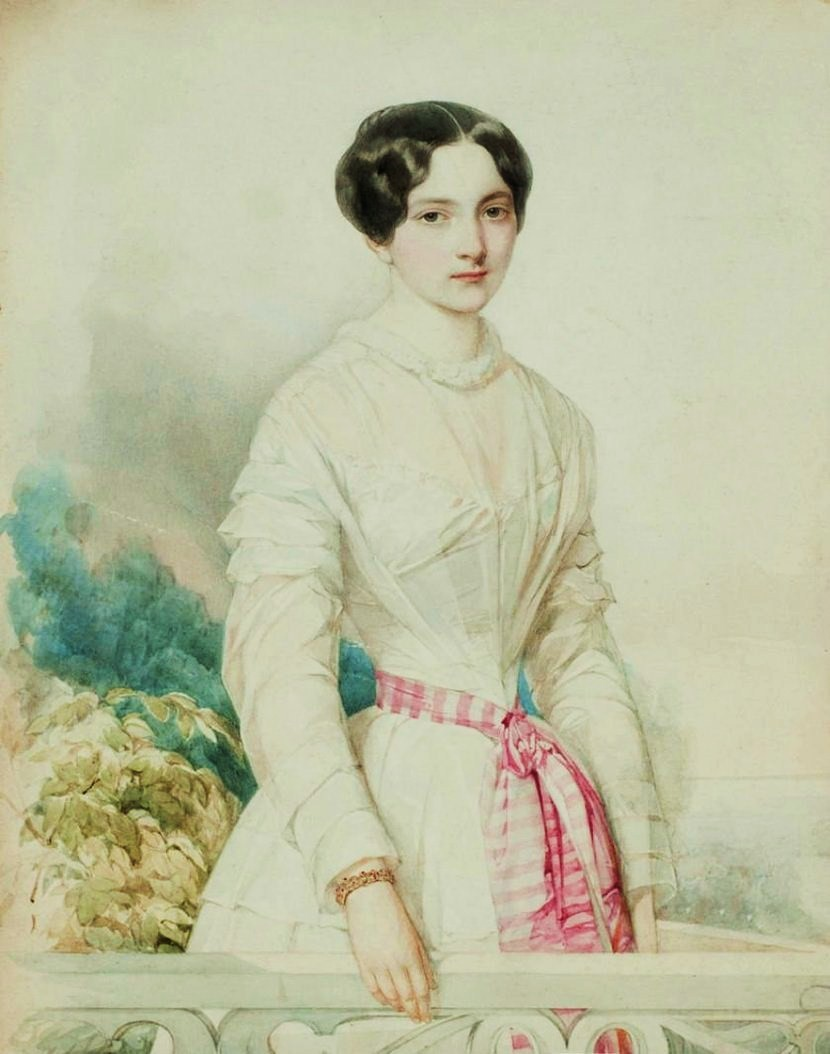
Julia Hauke (1825–1895)

- Hauke, Lars, deutscher American-Football-Spieler
- Hauke, Manfred (* 1956), deutscher römisch-katholischer Theologe und Professor
- Hauke, Max (* 1992), österreichischer Skilangläufer
- Hauke, Michael (* 1951), deutscher Fußballspieler
- Hauke, Olaf (1935–2024), deutscher Maler und Grafiker
- Hauke, Paul (1884–1954), deutscher Politiker (SPD), MdL Preußen
- Hauke, Petra (* 1946), deutsche Bibliothekarin und Hochschullehrerin
- Hauke, Reinhard (* 1953), deutscher Dompfarrer und Weihbischof
- Hauke, Tobias (* 1987), deutscher Hockeyspieler
- Hauke, Wilfried (* 1957), deutscher Regisseur und Filmautor
- Hauke-Walek, Veronika (* 1979), österreichische Triathletin
- Haukeland, Henrik (* 1994), norwegischer Eishockeytorwart
- Haukenes, Håvard (* 1990), norwegischer Leichtathlet

### Hauki
- Haukio, Jenni (* 1977), finnische Dichterin

### Haukk
- Haukkala, Juha (* 1978), finnischer Freestyle-Skier

### Haukl
- Haukland, Marianne (* 1989), norwegische Politikerin

### Hauko
- Haukohl, Heinrich (1841–1906), deutscher Großkaufmann und Handelsrichter
- Haukohl, Stephan (* 1993), deutscher Basketballspieler
- Hauková, Jiřina (1919–2005), tschechische Dichterin und Übersetzerin

### Haukr
- Haukr Erlendsson († 1334), isländischer lǫgmaðr (Gesetzessprecher)

### Hauks
- Hauksbee, Francis, britischer Wissenschaftler

### Hauku
- Haukur Angantýsson (1948–2012), isländischer Schachspieler
- Haukur Arnórsson (* 1971), isländischer Skirennläufer
- Haukur Clausen (1928–2003), isländischer Sprinter
- Haukur Heiðar Hauksson (* 1991), isländischer Fußballspieler
- Haukur Jóhannsson (* 1953), isländischer Skirennläufer
- Haukur Pálsson (* 1992), isländischer Basketballspieler
- Haukur Sigurðsson (1930–2006), isländischer Skirennläufer
- Haukur Þrastarson (* 2001), isländischer HandballspielerHaukur Þrastarson (* 2001)

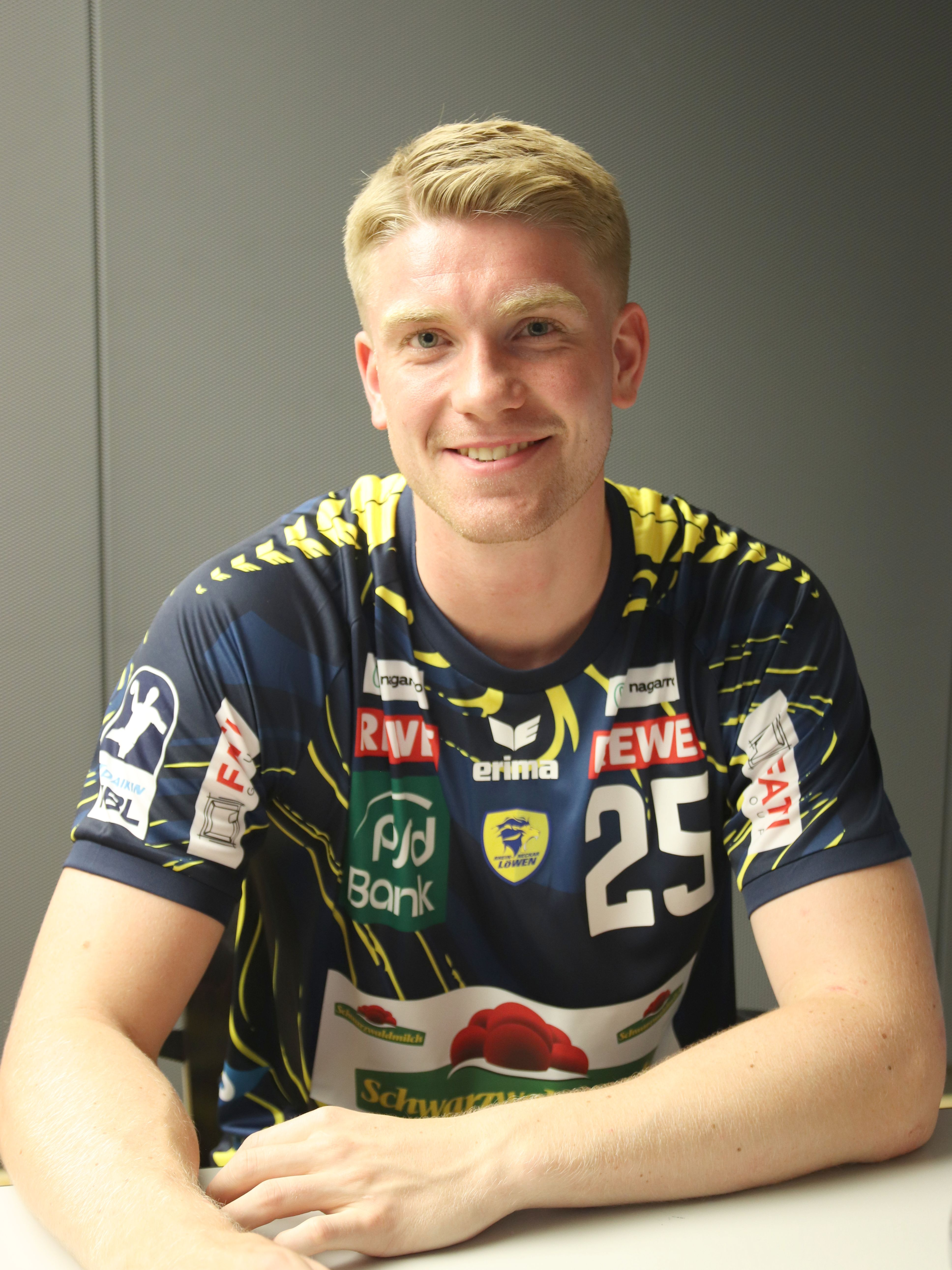
Haukur Þrastarson (* 2001)

### Haukv
- Haukvik, Olav (1928–1992), norwegischer Politiker